# Стиснутий земляний блок

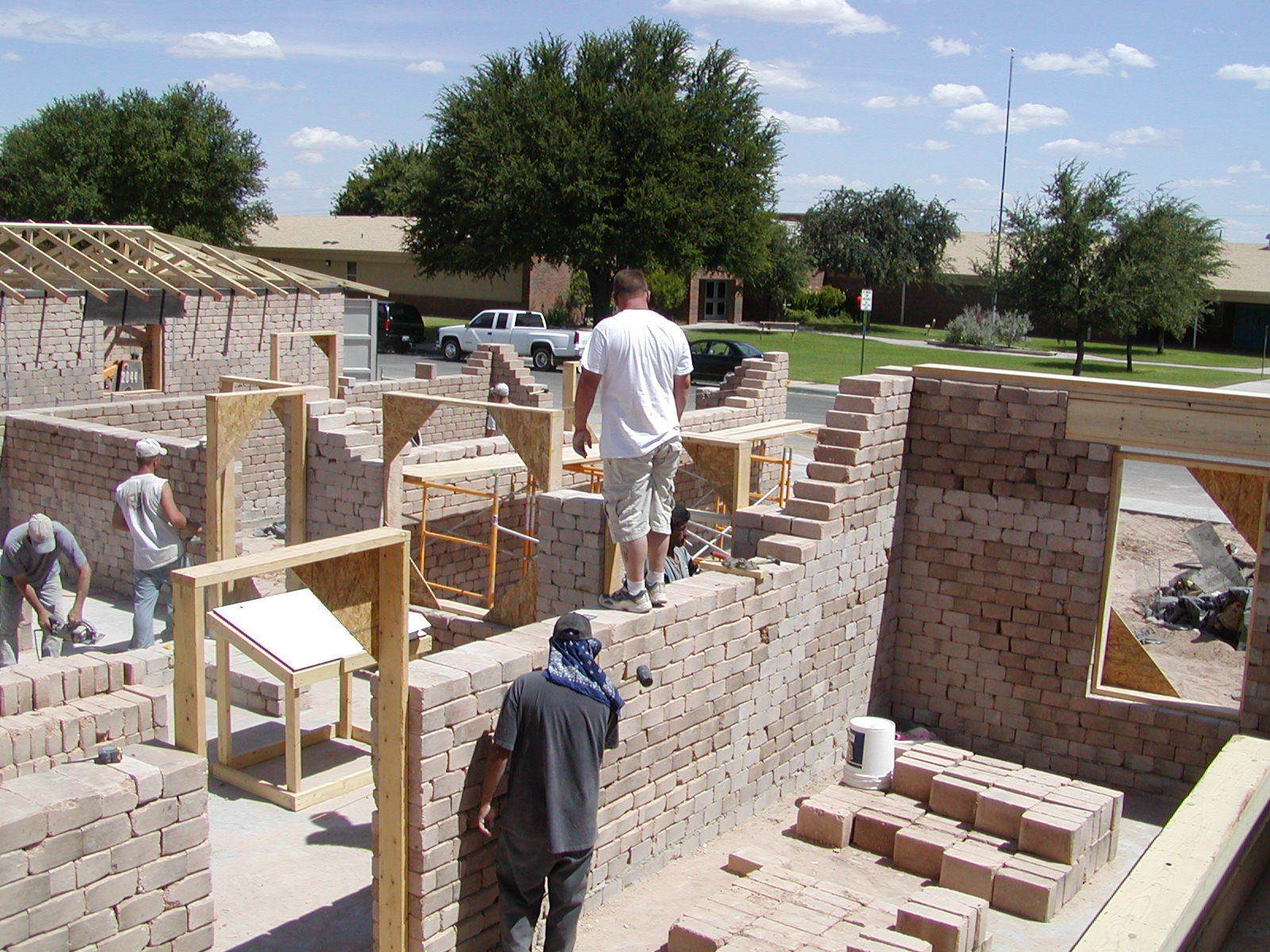
Будівля СЗБ проекту у Мідленді, штат Техас. Серпень 2006.

Стиснутий земляний блок (СЗБ), також відомий як спресований земляний блок, — це будівельний матеріал, вироблений за допомогою компресії сирої землі під високим тиском. Стиснуті земляні блоки використовують механічний прес для формування блоків з відповідної суміші неорганічного підґрунтя, нерозширюваної глини та агрегату. Якщо блоки зміцнюються певною в'яжучою речовиною, такою як портландцемент, такі блоки називаються стиснутими зміцненими земляними блоками. Зазвичай, для стиснення застосовується навколо 21 МПа, що зменшує початковий об'єм землі приблизно вдвічі. Міцність на стиск належним чином виробленого СЗБ може досягнути або перевищити міцність типового цементу або саману. Для СЗБ були вироблені будівельні стандарти.
СЗБ збираються у стіни за допомогою звичайної кам'яної кладки. Будівельним розчином може виступати звичайна пульпа, зроблена з того ж  ґрунту/глини без агрегату, дуже тонко поширена між сусідніми блоками. Також, для високої міцності, або коли цикли замерзання-відтавання викликають нестабільність конструкції, будівельним розчином може виступати цемент.

## Історія
СЗБ мало використовувались до 1980 років. У 1980-х технологія пресування  ґрунту стала широко розповсюдженою. Франція, Англія, Німеччина, Південна Африка та Швейцарія почали розробляти стандарти. Корпус миру, Агентство США з міжнародного розвитку, Habitat for Humanity та інші програми почали застосовувати технологію для виконання житлових проектів.

## Розробка
Технологія СЗБ була розроблена для дешевого будівництва як альтернатива саману, з деякими перевагами. Комерційна індустрія просунута екологічно дружніми підрядниками, виробниками механічних пресів та культурним визнанням методу. У Сполучених Штатах найбільша кількість підрядників, виконуючих будівництво за допомогою СЗБ, знаходиться Південно-Західних штатах: Нью-Мексико, Колорадо, Аризона, Каліфорнія, та меншою мірою у Техасі. Технологія та преси використовувались багато років у Мексиці та у країнах, що розвиваються.
Існує багато видів СЗБ виробничих машин: мобільні, ручні, напівавтоматичні та повністю автоматичні, зі зростаючим капіталовкладенням, нормами виробництва, та зменшеною ручною працею. Автоматичні машини більш поширені у розвиненому світі, а ручні — у світі, що розвивається.

## Переваги
СЗБ технологія має багато переваг. Можуть бути використані місцеві матеріали, що зменшує вартість, витрати на доставку та підвищує швидкість будівництва і стійкість. Час очікування отримання матеріалів є мінімальним, тому що після того як блоки спресовані, вони придатні дуже скоро після короткого періоду сушіння. Однорідність блоків спрощує будівництво та мінімізує або усуває необхідність у будівничому розчині, тим самим зменшуючи кількість праці та витрати. Блоки є міцними, стійкими, водостійкими та довготривалими.
- СЗБ можуть бути спресовані з сирої землі. Оскільки вона не дуже волога, час сушіння значно менший. Деякі умови ґрунту дозволяють використовувати блоки прямо з пресу для будівництва. Один механічний прес може виробити від 800 до більш ніж 5000 блоків у день. Цього достатньо для будівництва будинку на 110 квадратних метрів. Високопродуктивний СЗБ прес «The Liberator»[1], що має open source дизайн, здатен виробляти від 8000 до 17000 або більше блоків за день. Темпи виробництва обмежені більш здатністю доставляти матеріал до машини, ніж машиною.
- Вартість доставки: відповідний ґрунт часто наявний у місці будівництва або поруч.
- Однорідність: СЗБ можуть бути виготовлені у передбачуваний розмір та мають дійсно гладкі поверхні та кути у 90 градусів.
- Преси дозволяють виготовляти блоки однорідного розміру, та отримана міцність перевищує ASTM стандарт для бетонних блоків (приблизно 131 бар).
- Не токсичні: матеріали повністю природні, не токсичні, та не виділяють газ.
- Звукоізолюючі.
- Вогнестійкі: земляні стіни не горять.
- Стійкі до комах: комахи не заводяться, тому що стіни дуже щільні та не мають харчової цінності.
- Стійкі до плісняви: не містять клітковинного матеріалу, як у дереві, ОСП або гіпсокартоні, де може оселитися пліснява або гниль.

## Завершення будівництва
Завершені стіни потребують посилені єднальні або кільцеві балки зверху або між поверхами. Якщо блоки не укріплені, також потребується штукатурка.

## Фундамент
Стандарти для фундаментів аналогічні стандартам для стін. СЗБ стіна важка. Опори мають бути як мінімум 25.4 см товщиною, з шириною щонайменш на 33 проценти більше ніж товщина стін.

## Міцність
Згідно з стандартом ASTM D1633-00, спресований та отверджений блок повинен бути занурений у воду на 4 години. Після цього він дістається з води та негайно піддається перевірці на стиснення. Блоки мають витримати щонайменш 2 МПа тиску. Цей стандарт є вищим ніж для саману, який повинен витримувати мінімум 2 МПа у середньому.